# Calcestruzzo drenante
Il calcestruzzo drenante è composto da inerti, acqua, additivi ed una miscela di leganti idraulici. Essendo caratterizzato da elevata presenza di vuoti viene impiegato in particolari strati di sottofondazione dove è necessario il drenaggio delle acque. In epoche più recenti è stato introdotto come materiale per la realizzazione di strade, camminamenti e piazzali ove la capacità drenante può contribuire ad un più rapido smaltimento dell'acqua meteorica dalla superficie ricoperta.
Non possiede capacità strutturali se non assimilabili alle capacità portanti dei misti cementati.
A causa dei vuoti non può contenere armature metalliche tradizionali e non può assumere un comportamento tenace. Alcune applicazioni con introduzione di fibre sintetiche hanno fornito interessanti vantaggi sulle resistenze a trazione, sulla durabilità e sulla resistenza all'impatto e all'abrasione delle superfici drenanti esposte.
Laddove la miscela è realizzata con materiali provenienti da riciclo nella frazione inerte e nella frazione legante, il conglomerato conferisce un ridotto impatto ambientale per la realizzazione di opere eco-sostenibili.